# Leo Ketelaars
Leo Ketelaars (* 23. Dezember 1913 in Maasniel, Niederlande; † 26. Januar 1992 in Vaals, Niederlande) war ein niederländischer Violinist, Opernsänger (Bariton), Gesangspädagoge und Komponist.

## Leben
Der Sohn aus einer artistisch und musikalisch talentierten Familie zog 1922 als Neunjähriger mit seinen Eltern nach Vaals. Als Zwölfjähriger begann Ketelaars das Geigenspiel und wurde vom Violinisten und Komponisten Jules Dreissen (1893–1949) unterrichtet. Zusätzlich erlernte er das Klavierspiel und die Harmonik. Später studierte er in Aachen an dem von Paul Schnitzler (1889–?) im Jahr 1930 gegründeten Konservatorium beim Norweger Morten Svendsen (1877–1959), von 1932 bis 1939 Leiter des Aachener Philharmonischen Orchesters, und dessen Ehefrau, der Sopranistin Valentine Rostin (1886–1944).
In der zweiten Hälfte der 1930er Jahre arbeitete Ketelaars als Violinist am Stadttheater Aachen unter der Leitung von Generalmusikdirektor Herbert von Karajan. Karajan entdeckte in Ketelaars die Begabung als Sänger und empfahl ihm die Laufbahn als Opernsänger. Schon 1937 gab Ketelaars, obwohl als Sänger noch nicht ausgebildet, sein Debüt im Hörfunk. Erst 1938 schloss er sein Studium mit Auszeichnung ab. Zur Abrundung seiner Kenntnisse studierte er während des Zweiten Weltkrieges in Aachen zusätzlich noch Orgel und Chorleitung.
Ab 1946 nahm Ketelaars bei der Sängerin Suze Luger, einer Gesangspädagogin am Conservatorium Maastricht, drei Jahre Unterricht. Nach Abschluss dieser Ausbildung beteiligte er sich 1949 in Den Haag am internationalen Gesangswettbewerb Union Bel Canto, wo er den ersten Preis und die Goldmedaille gewann. Durch diesen Sieg wurde Ketelaars bekannt und häufig vom Hörfunk engagiert, wobei er u. a. auch mit dem Dirigenten Paul van Kempen arbeitete.
In den folgenden 25 Jahren arbeitete Ketelaars sehr erfolgreich mit bekannten Solisten, Orchestern und Dirigenten und produzierte zahlreiche Schallplattenaufnahmen. Von 1945 bis 1957 war er außerdem musikalischer Leiter des Operettenensembles Het Zingende Zuiden in seiner Heimatstadt Vaals. Doch nach einem Herzinfarkt musste er schließlich seine aktive Laufbahn beenden und arbeitete seitdem in Tilburg und Maastricht als Gesangspädagoge, um – nach eigener Aussage – sein Wissen und seine Erfahrung an die nächste Generation weiterzugeben. Einer seiner Schüler war der deutsche Opernsänger Matthias Juchem.
Am 1. Mai 1977 wurde Ketelaars für seine Lebensleistung mit dem niederländischen Orden von Oranien-Nassau ausgezeichnet. Seine letzten Lebensjahre verbrachte er, von Krankheit gezeichnet, im Familienkreis mit Ehefrau, Tochter und Sohn sowie zwei Enkelkindern.